# Obestatin

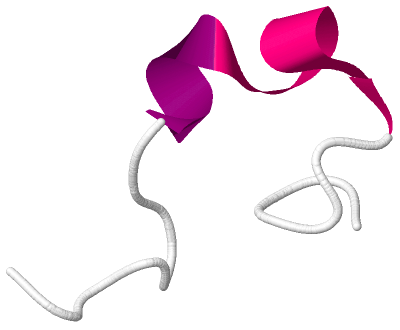
struktura obestatinu - model

Obestatin je hormon specializovaných epiteliálních buněk žaludku a tenkého střeva u některých savců včetně lidí. Obestatin byl původně identifikován jako anorektický peptid, ale jeho účinek na příjem potravy zůstává nejasný.

## Objev
Obestatin byl objeven pomocí bioinformaticky počítačovým prohledáváním sekvenovaných genomů organismů. 

## Struktura
Struktura obestatinu byla stanovena pomocí NMR, délka polypeptidu je 24 zbytků se sekundární strukturou 29% helikálu. Konkrétně jde o dvě šroubovice a 7 zbytků.

## Gen a transkripce
Obestatin je kódován stejným genem, který kóduje peptidový hormon ghrelin. mRNA produkovaná z GHRL genu má čtyři exony. Vzniká pět produktů podobné struktury a funkce: první je preproghrelin o 117 aminokyselinách, který je homologní s promotilinem; oba jsou členy rodiny motilinu. Štěpí se za vzniku proghrelinu, který se štěpí za vzniku ghrelinu s 28 aminokyselinami (neacylovaného) a C-ghrelinu (acylovaného). Předpokládá se, že obestatin je odštěpen z C-ghrelinu.

## Receptor
Původně se mělo za to, že jeho receptorem je GPR39, nicméně dnes se to jeví jako nepravděpodobné.

## Hladina v krvi
Dosud nebyly provedeny žádné biochemické studie cirkulujícího obestatinu.

## Funkce
Obestatin je opakem ghrelinu, který působí sekreci růstového hormonu a zvýšenou chuť k jídlu. Účel produkce dvou hormonů s protichůdnými účinky není jasný, neboť odstranění genu ghrelinu z myší jejich příjem potravy významně nesnížilo. Žádná sekreční konvertáza není schopna štěpit rekombinantní proghrelinový prekurzor štěpením v jediném základním zbytku potřebném pro generování sekvence obestatinu. Fyziologické generování této konkrétní peptidové sekvence tak zůstává neprokázáno. Obestatin má opačný účinek na příjem potravy než ghrelin a hraje roli v energetické rovnováze. Cvičení vedlo k významné změně hladin GH, ale nemělo žádný vliv na plazmatické hladiny obestatinu.

## Klinický význam
Studie o poměru obestatinu a ghrelinu v gastrointestinálním traktu a krevní plazmě jsou spojeny s některými onemocněními, jako je syndrom dráždivého tračníku (IBS), obezita, Praderův-Williho syndrom, a diabetes mellitus 2. typu.